# Madonna vor der Girlande
Die so genannte Madonna vor der Girlande ist ein gerahmtes, vergoldetes und gefasstes Stuck-Relief aus der zweiten Hälfte des 15. Jahrhunderts, das eine sitzende Madonna mit dem Jesuskind auf dem Schoß zeigt. Es wird in der Skulpturensammlung der Staatlichen Museen zu Berlin im Bode-Museum aufbewahrt. In seiner Komposition stimmt die Madonna mit Kind mit einem Antonio Rossellino zugeschriebenen Marmorrelief in der Eremitage in St. Petersburg überein; ob es sich um eine Reproduktion handelt und ob es ebenfalls in der Werkstatt Antonio Rossellinos hergestellt wurde, ist unklar. Von dem Motiv sind einige Kopien überliefert; gelegentlich tauchen solche Reliefs auch auf dem internationalen Kunstmarkt auf.

## Material, Technik und Erhaltungszustand
Das Berliner Relief besteht aus Gipsstuck; vermutlich handelt es sich um einen überarbeiteten Abguss. In den Hautpartien (Inkarnat) und im Hintergrund ist es farbig gefasst; Rahmung, Gewand, Nimbus, Sessel und die namengebende Girlande sind vergoldet. Die sichtbare Fassung des Reliefs ist nicht ursprünglich, sondern geht auf spätere Überarbeitungen zurück. 

## Beschreibung

### Rahmung
Das hochrechteckige Relief besitzt eine Pilasterrahmung mit Gebälk. Die Schäfte der von korinthisches Kapitellen abgeschlossenen Pilaster zeigen aus Vasen aufsteigende Pflanzenornamente. Die Sockelzone und das Gebälk sind reich mit Rankenornamenten, Blattfriesen, einem Perlstab und einem Eierstab verziert.

### Madonna und Kind
Die Madonna wird dem Betrachter sitzend in Dreiviertelansicht präsentiert. Am linken Bildrand ist an einer Volute ein Thron zu erkennen, den das Gewand der Maria beinahe vollständig verdeckt. Das Gewand besteht aus einem Obergewand und einem Unterkleid. Ihr Körper ist leicht nach rechts gewandt, ihr Blick auf das Kind gerichtet. Zwischen den Köpfen der Maria und des Jesuskindes ist eine schmale Lücke zu erkennen, die in etwa der Mittelachse entspricht. Auf ihrem Schoß sitzt das Jesuskind, dessen Oberkörper sie mit ihrer rechten Hand stützt. Mit leichter Neigung des Kopfes schaut sie auf das Kind hinab. Die Köpfe der Maria und des Kindes überragen scheibenartige goldene Heiligenscheine; bei Christus in Form eines Kreuznimbus. Das Haupt der Madonna ist von einem transparenten weißen Schleier bedeckt, dessen Ende das Kind zum Teil umhüllt, sein Geschlecht jedoch sichtbar lässt. An seinen Handgelenken sowie am Hals trägt es roten Korallenschmuck.

## Autorschaft
Die Autorschaft des Berliner Reliefs lässt sich nicht eindeutig bestimmen; Thesen zur Zuschreibung knüpfen sich deshalb vor allem an das Marmorrelief in St. Petersburg. Neben Antonio Rossellino werden hierfür die Quattrocento-Bildhauer Desiderio da Settignano, Francesco di Simone Ferrucci und Domenico Rosselli in Betracht gezogen. Allerdings gibt es auch Zweifel an der Datierung ins 15. Jahrhundert: als möglicher Autor des Reliefs in St. Petersburg ist in diesem Zusammenhang auch Giovanni Bastianini, ein gelegentlich der gezielten Nachahmung älterer Bildwerke verdächtigter Bildhauer des 19. Jahrhunderts, genannt worden. Der britische Kunsthistoriker John Pope-Hennessy geht von einer Arbeit Antonio Rossellinos aus (1980).

## Funktion
Wahrscheinlich handelte es bei dem Madonnenrelief um ein zur privaten Andacht hergestelltes Werk.

## Provenienz
Bis zum Erwerb des Reliefs im Jahr 1890 in Florenz für die Skulpturensammlung Berlin sind keine Auftraggeber oder Besitzer dokumentiert. 